# Estación de Altza
La estación de Altza es una estación ferroviaria española a 40 metros bajo tierra situada debajo del paseo Félix Iranzo, en el barrio donostiarra de Alza, Guipúzcoa. Pertenece a la empresa pública Euskal Trenbide Sarea, dependiente del Gobierno Vasco. Da servicio a la línea del metro de San Sebastián del operador Euskotren Trena, denominada popularmente el Topo, siendo la estación más nueva de la línea.
La estación abrió al público el 12 de septiembre de 2016, en plena jornada de huelga de los trabajadores de la empresa explotadora, por lo que el uso ese primer día apenas fue de 1000 personas. En consecuencia, la inauguración popular se celebró el 9 de octubre, con viajes gratis.
Esta estación forma parte del primer tramo de la nueva variante "Herrera-Alza-Pasajes-Galzaraborda", que prevé sustituir el centenario recorrido, duplicando la vía y soterrándola, mejorando así también las frecuencias de paso. Está proyectado que el túnel hacia Alza se prolongue hacia el este hacia Pasajes y Rentería, conectando ahí con el tramo original, desviando todos los trenes por el nuevo trazado de doble vía, abandonando el recorrido original. Provisionalmente, hasta que se prolongue el túnel, los trenes solo circulan por la vía norte desde la estación de Herrera, empleando solo el andén norte de la estación y dejando en desuso las vías y andén sur. Asimismo los trenes procedentes o con destino a esta estación solo llegan provisionalmente a la estación de Amara. Una vez que se prolongue el túnel hacia Galtzaraborda, los trenes llegarán hasta Hendaya; y cuando se construya la variante por el centro de San Sebastián, los trenes llegarán a Lasarte y/o Bilbao.

## Accesos
- Larratxo
- Felix Iranzo (Larratxo)
- Santa Bárbara